# Thomas Metz (Politiker)

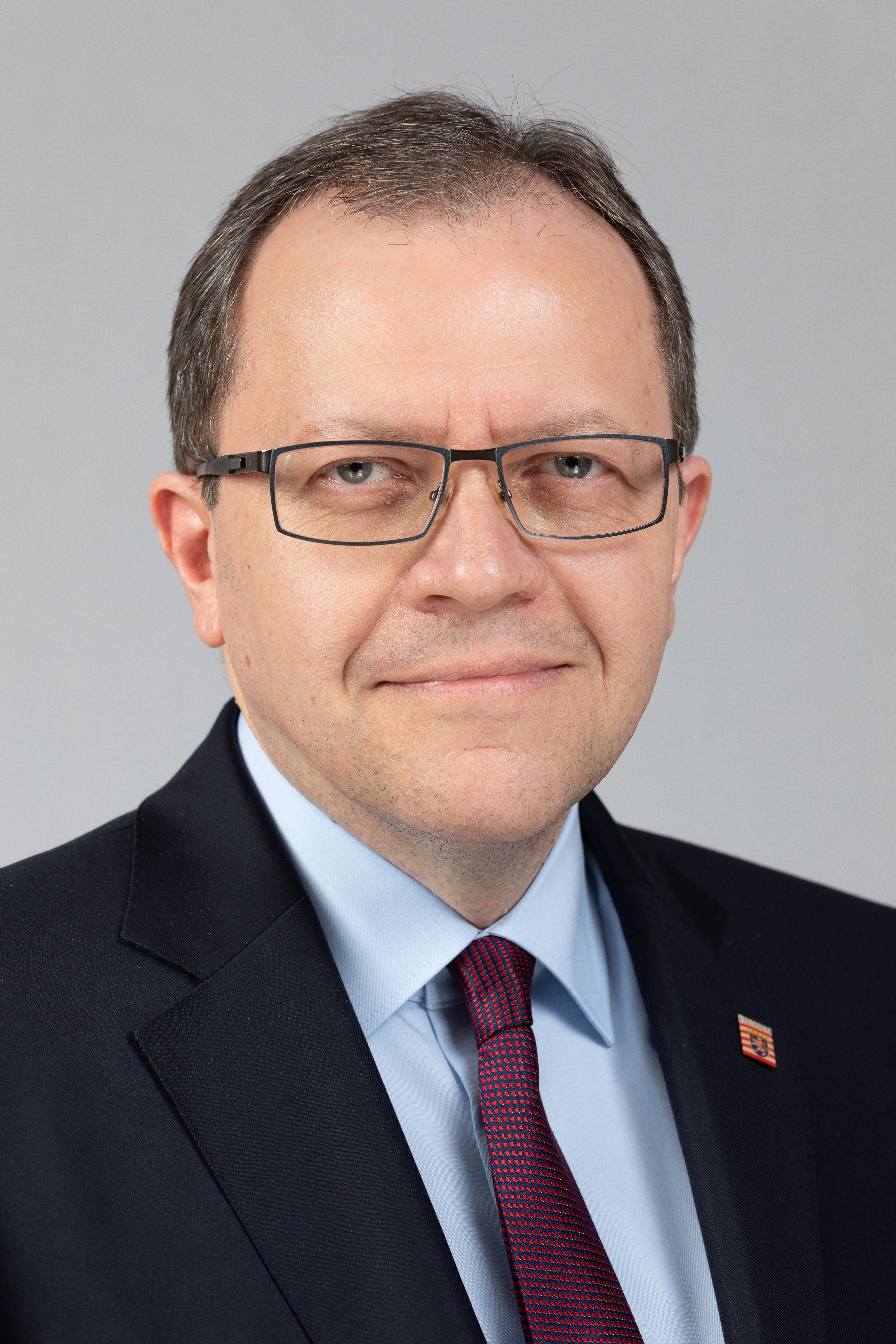
Thomas Metz 2019

Thomas Metz (* 4. September 1968 in Bensheim) ist ein deutscher Politiker (CDU). Er war von 2014 bis 2022 Staatssekretär im Hessischen Ministerium der Justiz.

## Biografie
Thomas Metz studierte nach dem Schulbesuch Rechtswissenschaften an der Universität Mannheim von 1988 bis 1993 und legte das zweite Staatsexamen 1996 ab. Von 1997 bis 2000 stand er im Dienst des Regierungspräsidiums Darmstadt und war dann bis 2002 Verwaltungsrichter. Von 2002 bis 2005 war er zur hessischen Staatskanzlei abgeordnet. Anschließend bekleidete er von 2005 bis 2007 Richterstellen in der Sozialgerichtsbarkeit. Von 2007 bis 2014 amtierte er als Erster Beigeordneter im Landkreis Bergstraße, seit 2014 als Staatssekretär im Hessischen Ministerium der Justiz in den Kabinetten Bouffier II und Bouffier III. Mit dem Amtsantritt des Kabinetts Rhein I am 31. Mai 2022 schied er aus dem Amt aus. Ihm folgte Tanja Eichner nach.

## Politik
Metz war, zeitweise als Kreisvorsitzender, Mitglied der Jungen Union und bekleidete verschiedene Parteiämter in der CDU.
Metz gehörte der Stadtverordnetenversammlung in Lorsch von 1989 bis 1997 und erneut von 2006 bis 2007 an.